# جون يانسن (لاعب كرة الماء)
جون يانسن (بالهولندية: John Jansen)‏ هو لاعب كرة الماء هولندي، ولد في 26 أغسطس 1963 في فيلدهوفن في هولندا.

## وصلات خارجية
- جون يانسن على موقع الاتحاد الدولي للسباحة (الإنجليزية)
- جون يانسن على موقع أوليمبيديا (الإنجليزية)